# Soconusco, Veracruz
Soconusco là một đô thị thuộc bang Veracruz, México. Năm 2005, dân số của đô thị này là 12456 người.